# Jon Ewo

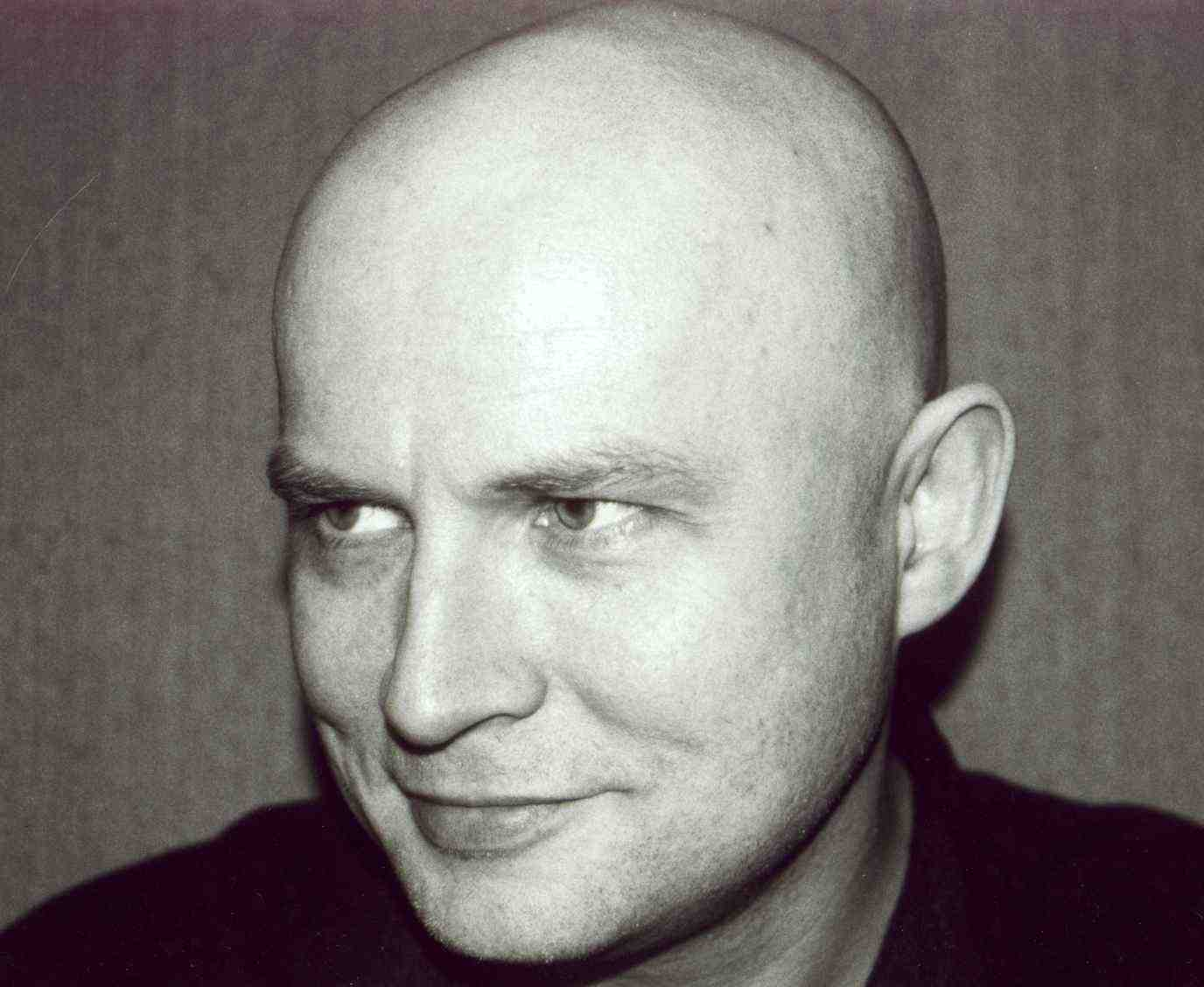
Jon Ewo

Jon Ewo född 29 juni 1957 i Oslo som Jon Tore Halvorsen, bytte officiellt namn till Jon Ewo 2003, är en norsk författare.  Ewo är utbildad bibliotekarie, och har arbetat som bibliotekschef i Vestby kommun. Han har också arbetat inom förlagsverksamhet som konsulent, redaktör, och förläggare. Han debuterade litterärt 1986 med novellsamlingen Det sies at oktober er en fin måned. Huvuddelen av författarskapet ligger nu på barn- och ungdomsböcker.
Ewos barnböcker växlar mellan makaber humor (som i böckerna om Otto Monster), genreparodi (som i Trash Bazooka-serien) och existentiellt allvar som i trilogin om Adam (Sola.., Månen.., Jorda..) och Svart, og cirka hvitt. Ewo har också skrivit sakprosa, bland annat serien Damms Norgeshistorie för barn.